# Circuito do Frio Pernambucano
O Circuito do Frio Pernambucano são as cidades do interior de Pernambuco, Brasil, que se destacam por sua altitude e clima mais ameno, com temperaturas no inverno que variam entre 10 e 20 graus célsius.
Geralmente nessas cidades o setor econômico é em maior parte voltado para o turismo, com trilhas ecológicas, pontos turísticos, pousadas, hotéis e chalés, e festivais que aquecem a economia dessas cidades.

## Cidades

### Garanhuns
O município de Garanhuns, conhecido como a “Suíça Pernambucana”, é famoso nacionalmente pelo seu clima atípico na região do agreste pernambucano, com atrativos turísticos como o Relógio das Flores, o Parque Euclides Dourado (Parque dos Eucaliptos),  Parque Ruber Van Der Linden,  o Cristo do Magano, a Vinícola Vale das Colinas dentre outros. É conhecido também pelo FIG (Festival de Inverno de Garanhuns), e o Natal Luz de Garanhuns, grandes eventos que aquecem a economia da cidade.

### Triunfo
Conhecido como “Oásis do Sertão”, o município de Triunfo tem um clima totalmente diferente do restante das cidades sertanejas. É o município mais alto do estado de Pernambuco, com sua sede a 1010 metros em relação ao nível do mar, conta com atrativos como o  Cine Theatro Guarany, o pico do papagaio, o Açude João Barbosa, o famoso teleférico, dentre outros. Anualmente é realizado a festa dos estudantes, que é o festival de inverno do município. 

### Taquaritinga do Norte
Taquaritinga do Norte está localizada a uma altitude de 785 metros em relação ao nível do mar na serra da taquara, tem um clima ameno, e é famosa por ser a “Dália da Serra”, e a “Capital Pernambucana do Café”, sendo responsável por 70% da produção do café arábica do estado. Conta com atrativos turísticos diversos, como as praças Padre Otto Sailer e Antônio Pereira, a rampa do pepê, a Igreja de Santo Amaro, e o açude de Santo Amaro.   Ocorre também a visitação aos cafezais e mirantes por meio de Toyotas acompanhados por guias. Eventos importantes da cidade são o Festival Café Cultural na temporada de inverno, o Natal Serrano, o Garage Car Festival, o Circuito de Voo Livre Asa Branca, e a Festa de Santo Amaro.

### Gravatá
A cidade de Gravatá no agreste, fica localizada na serra das russas, podendo chegar a 12 graus no inverno, é conhecida por seu clima frio, e por seus diversos atrativos turísticos.É um destino muito procurado por turistas, especialmente da região metropolitana do Recife, que veem em busca de tranquilidade, se hospedando em seus chalés e poousadas.

### Poção
O município de Poção no agreste, está localizado a uma altitude de 1008 metros, tem um clima atípico em relação as suas cidades vizinhas e é conhecido como terra da renda renascença. Tem um forte turismo religioso, com destaque para o Cruzeiro de Poção, e também um forte turismo ecológico, com destaque para a nascente do rio Capibaribe.

### Serra Negra, Bezerros
Serra Negra, distrito do município de Bezerros se destaca por sua altitude e clima frio, um destino muito procurado por pessoas das cidades vizinhas, com chalés e pousadas. Abriga diversas atrações turísticas, como o mirante da Serra Negra, e o Parque Ecológico da Serra Negra.

### Pesqueira
Pesqueira é um município brasileiro no agreste do estado de Pernambuco. Situado no Vale do Ipojuca, está distante a 215 km da capital do estado, Recife. O município é conhecido por seu carnaval, por seus castelos, e por o turismo religioso, com destaque para o santuário de Cimbres.

### Paranatama
Paranatama está localizada no agreste de Pernambuco, próxima a Garanhuns, tem destaque pelo seu clima frio, que é causado pela sua altitude elevada, de 879 metros, atingindo temperaturas amenas, entre 15 e 20 graus.